# The Hershey Company
The Hershey Company eller Hershey's (NYSE: HSY) er en amerikansk multinational konfekturevirksomhed med hovedkvarter i Hershey, Pennsylvania. Hershey producerer især chokolade og småkager samt milkshakes. The Hershey Company blev etableret af Milton S. Hershey i 1894 som the Hershey Chocolate Company og oprindeligt var det et datterselskab til Lancaster Caramel Company.
Hershey's chocoladee sælges i 60 lande.